# Федорішин Микола Володимирович
Мико́ла Володи́мирович Федорі́шин (нар. 25 жовтня 1977 — пом. 11 жовтня 2016, Полтава, Україна) — український футболіст, півзахисник. Найбільш відомий завдяки виступам у складі МФК «Миколаїв» та низки інших українських клубів.

## Життєпис
Навчався у Полтавській середній школі №30. 
Навчався в Училищі олімпійського резерву в Дніпрі разом з майбутнім футболістом київського «Динамо» Денисом Онищенком. Після закінчення училища потрапив до полтавської «Ворскли», однак заграти в основі так і не зміг. Виступав за ФК «Петрівці» з Миргородського району та другу команду «Ворскли».
У 1999 році перейшов до лав роменського «Електрона», згодом захищав кольори МФК «Миколаїв» та низки інших українських клубів нижчих ліг. Розкритися повною мірою Миколі Федорішину завадили часті травми та пошкодження.
Після закінчення професійної кар'єри протягом декількох сезонів виступав у складі аматорського клубу «Велика Багачка», разом з якою неодноразово ставав чемпіоном Полтавської області. Був одним з провідних футболістів та капітаном команди. В 2009 році у складі полтавського клубу «Зефір-ПластиКом» провів 1 матч в розіграші Кубка України з футзалу.
У 2016 році Микола Федорішин захворів на панкреонекроз підшлункової залози. Після майже чотирьох місяців перебування в реанімаційному відділенні 2-ї полтавської міської лікарні та численних операцій колишній футболіст помер 11 жовтня 2016 року.

## Сім'я
Дружина — Тетяна, донька — Поліна (2009 р.н).